# Aranytorkú bülbül
Az aranytorkú bülbül (Pycnonotus xantholaemus) a madarak osztályának verébalakúak (Passeriformes) rendjébe és a bülbülfélék (Pycnonotidae) családjába tartozó faj.
A magyar név forrással nincs megerősítve.

## Előfordulása
India déli részén honos. Sziklás hegyoldalak sűrű aljnövényzetének, tüskés bozótosok, cserjések, valamint lombos erdők lakója.

## Megjelenése
Testhossza 20 centiméter.